# Ukwala
Ukwala est un village du Kenya proche de l'équateur situé dans le comté de Siaya et plus précisément dans  le district d'Ugenya dont il est le chef lieu.

Peuplé d'environ 1 000 habitants, essentiellement de la tribu des Luo, il est situé, par la route, à 90 km au nord-ouest de Kisumu.